# Trikolore
Trikolore (die, aus lateinisch tres, tria ‚drei‘, lateinisch color ‚Farbe‘) ist ein eingedeutschter französischer Begriff aus der Flaggenkunde und bezeichnet eine dreifarbige Fahne mit drei gleich breiten senkrechten oder waagerechten Streifen. Im deutschsprachigen Raum ist damit üblicherweise die Flagge Frankreichs (le Tricolore oder le drapeau tricolore) gemeint.

## Beispiele
Die folgenden herausragenden Beispiele mit historischer Bedeutung sind sortiert nach Alter:

Prinsenvlag

- Niederlande: Die älteste Trikolore ist die Flagge der Niederlande, die bis ins 16. Jahrhundert zurückreicht und eine freiheitliche Tradition begründete. Sie basiert auf der republikanischen Trikolore, die 1579 im Freiheitskampf gegen Spanien unter der Führung des Prinzen Wilhelm von Oranien-Nassau in den Farben Orange-Weiß-Blau eingeführt wurde. Nach ihm nannte man die Flagge Prinsenvlag (deutsch „Prinzenflagge“). Im Jahre 1630 wurde das Orange (niederländisch Oranje = „Oranien“) gegen Rot eingetauscht, sie heißt aber bis heute Prinsenvlag.

- Luxemburg: Die Flagge des Großherzogtums Luxemburg ist, bis auf eine hellere Nuance im Blau, praktisch identisch mit der niederländischen Flagge. Luxemburg hat sich zwar auch 1830 vom Vereinigten Königreich der Niederlande getrennt, aber – anders als Belgien – die Flagge damals nicht geändert.

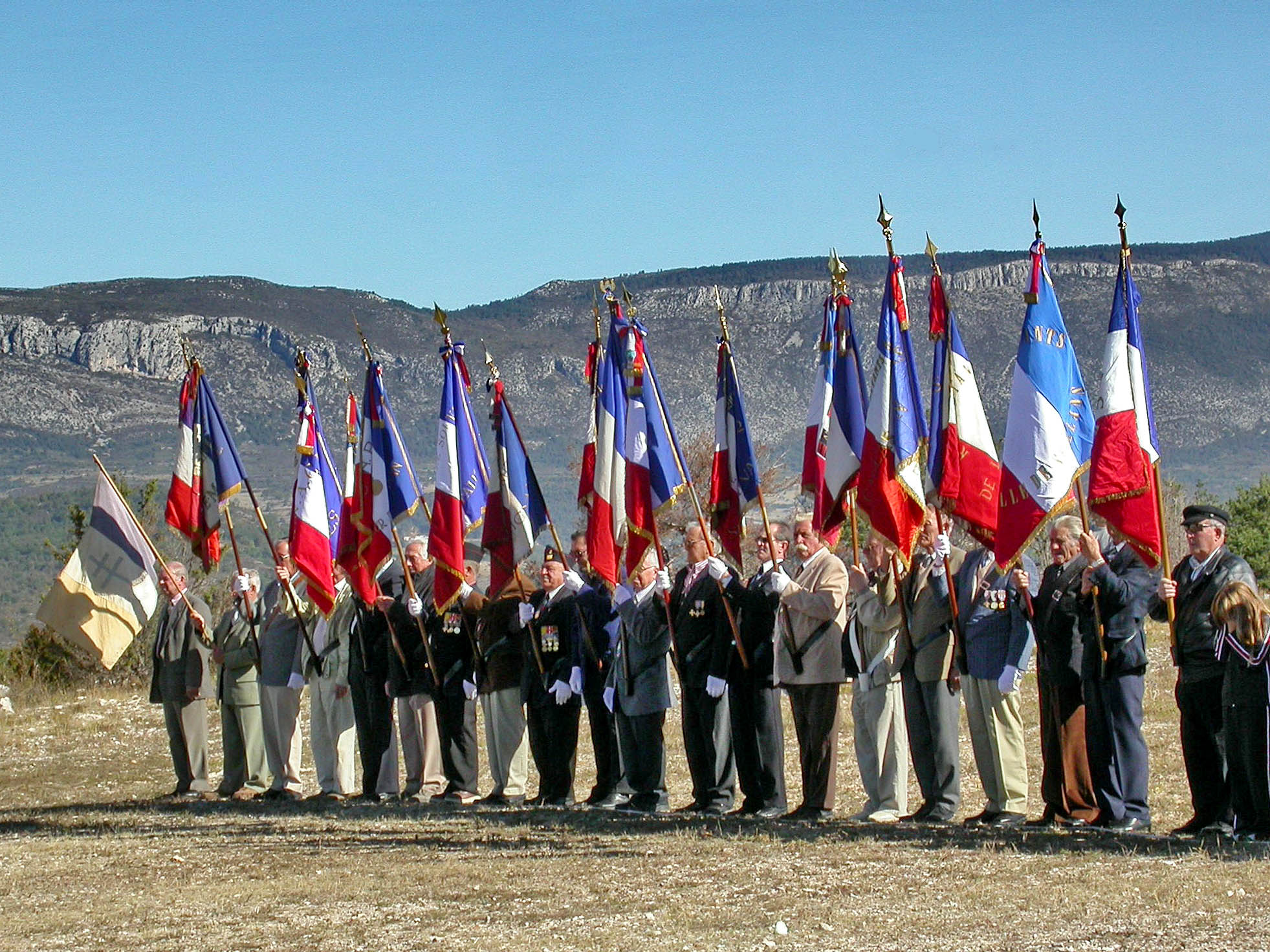
Veteranen der Résistance mit der französischen Trikolore

- Frankreich: Als berühmteste aller Trikoloren gilt die französische, die mit den Farben Blau-Weiß-Rot (oft auch als Le Bleu-Blanc-Rouge bezeichnet) während der Französischen Revolution entstand, als angeblich die Farben der Stadt Paris – Blau und Rot – mit dem königlichen Weiß zusammengefügt wurden. Damit symbolisiere die Trikolore ursprünglich das Zusammengehen von König und Volk in der Phase der konstitutionellen Monarchie. Eine andere Tradition geht davon aus, dass zu den Farben der Könige – Blau und Weiß – das Blutrot der Revolution dazukam, das sich zudem mit der roten Mütze der Jakobiner und der Sansculottes verbinden ließ. Eine weitere Deutung der Farben orientiert sich an den Maximen der Revolution: Liberté (Blau), Egalité (Weiß), Fraternité (Rot).

- Italien: Die italienische Trikolore wurde durch die von Napoléon nach Italien gebrachte französische Flagge inspiriert. Ihre erste Fassung stammt aus dem Jahr 1797 und war bereits Flagge für die Transpadanische Republik.

- Deutschland: Die deutsche Nationalflagge Schwarz-Rot-Gold ist ebenfalls eine Trikolore. Als Vorbild dienten die Farben der Uniform des Lützow’schen Freikorps, in der nachnapoleonischen Zeit wurde sie das Erkennungszeichen des revolutionären anti-monarchistischen Bürgertums, das sie – eingedeutscht – als „Dreifarb“ bezeichnete. Zum ersten Mal in der Öffentlichkeit wurde die – damals streng verbotene – Flagge auf dem Hambacher Fest 1832 gezeigt und mitgeführt, sie war auch zugleich ein Symbol gegen die Kleinstaaterei und damit für die ersehnte Deutsche Einheit:
  „... Auf, auf, freie Bürger, zum Schloß, zum Schloß, es wehen die Deutschen Farben ...“
Die Flagge des Norddeutschen Bundes und des deutschen Kaiserreichs entstand durch die Zusammenlegung der Farben Preußens (schwarz-weiß) und der der Hansestädte (weiß-rot).

- Weitere Beispiele:

| Ägypten            | Andorra             | Armenien              | Aserbaidschan | Äthiopien | Belgien | Bolivien | Bulgarien    |
| Elfenbeinküste     | Estland             | Gabun                 | Ghana         | Guinea    | Indien  | Irak     | Iran         |
| Irland             | Jemen               | Kamerun               | Kroatien      | Libyen    | Litauen | Malawi   | Mali         |
| Mexiko             | Paraguay            | Rumänien              | Russland      | Senegal   | Serbien | Sorben   | Sierra Leone |
| Schleswig-Holstein | Nordrhein-Westfalen | Rheinland-Pfalz       | Niedersachsen | Saarland  |         |          |              |
| Slowakei           | Slowenien           | 2. Spanische Republik | Syrien        |           | Tschad  | Ungarn   | Venezuela    |